# BUNGO -ブンゴ-
『BUNGO -ブンゴ-』は、二宮裕次による日本の漫画。『週刊ヤングジャンプ』（集英社）にて、2015年3号より2025年4・5合併号まで中学生編を連載。高校生編となる『BUNGO-unreal-』が2025年夏に開始されると発表されている。キャッチコピーは「直球が未来を狩る!!猛禽系野球狂ストーリー!!!!!!!」。2024年11月時点で累計部数は700万部を突破している。

## あらすじ
サッカー人気が根付いている静岡県の片田舎。少年・石浜文吾は父・石浜雅則とのキャッチボールをきっかけに野球の楽しさを知るが、地元にリトルリーグがないため、仕方なく自宅で壁当てを行う。
壁当てを始めて3年後、もうじき中学生となる彼が地元の野球場で投球練習をしていたところ、歳を同じくする天才打者・野田幸雄に勝負をしかけられ、文吾は小学生とは思えない速球を投げるも3球目であっさりと本塁打を打たれてしまう。
約2週間後、文吾は幸雄と同じ中学校で再会を果たし、彼と再び勝負をするため彼が所属する野球チーム・静央シニアへ加入する。
負傷から回復したばかりの静央シニア所属中学3年生・水嶋廣人に目を付けられ今度は彼との勝負をすることになると、勝負の途中で現れた文吾の姉・石浜かをりにより今まで右投げを続けてきた文吾が左利きであることが発覚、ひどい投球フォームながらも初めての左投げは右投げの比にならない球威を発揮する。

## 登場人物
作中におけるキャラクターの名前は、カタカナで表記されることが多い。

### 静央シニア
静岡県の名門チーム。選手層が厚く、下級生はベンチ入りすら難しい。とりわけ投手力が高い。

#### 主要メンバー
石浜 文吾（イシハマ ブンゴ）
本作の主人公。桜ノ宮中学校1年5組→3年5組。投手・右翼手、左投左打。
並外れた行動力の持ち主であり、好きな物事にとことん熱中する凝り性。後先を考えない無鉄砲な面もあるが、地道なトレーニングを怠らない努力家。将来を危惧した父・雅則から壁当てを教わり、以降ずっと投球術を磨いてきた。生来の左利きだが、当初は右投げだった。
非常に粗削りだが、底知れぬポテンシャルを秘めた素材型。元より身体能力は高く、小学生時代はサッカーチームから勧誘を受けていた。長年の壁当てにより鍛えられた地肩は凄まじく、特にストライクゾーンのど真ん中に投げるストレートは、中学生離れした球威を発揮する。
投球を除けば素人同然だったが、反復練習を重ねていくうちにフィールディング技術なども向上し、やがて外野手も兼任するようになった。長らく速球のみだったが、袴田の助言によりカーブを習得。さらに瑛太を真似てジャイロスライダーを習得し、投球の幅を広げていく。
中学3年時のスカウト評価はAマイナス。
野田 幸雄（ノダ ユキオ）
本作のもう1人の主人公。桜ノ宮中学校1年生→3年5組。遊撃手、右投右打。
U-12日本代表でクリーンナップを務めた天才打者。自他ともに厳しく接する性格。並々ならぬ闘志に加え、冷徹なまでの判断力を同局させている。一方、年上好きでかをりに憧れを抱いており、気に入らない上級生には平気でタメ口を使うなど、年相応らしい面もある。
文吾のポテンシャルを見抜いた最初の人物であり、シニアリーグに招き入れた根源。当初は野球のことを甘く考えていた文吾に対し、辛辣な態度を取っていた。しかし、2度目の対戦時に「静央のエースになれ」と鼓舞し、文吾に覚悟を決めさせる。物語中盤、連盟記録を大きく塗り替えると期待されるまでに成長し、世代トップレベルの超有望株と評される。
1年時の野球偏差値は72、3年時のスカウト評価はS。100校超からスカウトを受けた。
神谷 真琴（カミヤ マコト）
本作のヒロイン。桜ノ宮中学校1年生→3年5組。二塁手、右投右打。
チーム内における紅一点。ボーイッシュな容貌だが、Eカップの巨乳。男勝りで喧嘩っ早い性格だが、女子選手としての進路に悩んでいる。身体能力は突出して高くないものの、持ち前のセンスで非力さを補っている技巧派。
文吾の指導役であり、プレーにおける基本動作などを教えた。当初は野球に対する意識の低さから文吾に対し、突き放すような態度を取っていた。しかし、文吾のひたむきさを目の当たりにして以降、少しずつ親身になって接していき、やがて想いを寄せるようになっていく。
野田とは幼馴染であり、昔から喧嘩友達のような間柄だが、お互いに恋愛感情はない。本人にあまり自覚はないものの、実は結構モテる。告白してきた瑛太をはじめ、チームの内外に想いを寄せている男子は多い。

#### 文吾の同級生
袴田 浩（ハカマダ ヒロシ）
文吾の女房役。桜ノ宮中学校1年生→3年5組。遊撃手→捕手、右投左打。
低身長がコンプレックス。ぶっきらぼうで口も悪いが、面倒見のよい性格。当初は遊撃手であったが、上本牧戦で文吾のピッチングに感銘を受け、捕手にコンバート。
3年時には静央の正捕手となり、横浜第一高校への進学が濃厚となった。
鮎川 瑛太（アユカワ エイタ）
智の弟。静南中学校1年生→3年生。投手・外野手（中堅手・右翼手）、左投右打。
黒縁眼鏡と兄に劣らぬ長身が特徴。理路整然とした性格であり、潔癖症な面もある。兄同様、気持ちが昂ると服を脱ぐ癖がある。当初はいわゆるモブキャラであり、本格的に登場したのは上本牧戦から。堅実でトレーニングに余念がなく、徹底した栄養摂取でフィジカルを強化し、文吾に代わってエースナンバーを得る。
優れた制球力に加え、左右へ動くムービングボール（ツーシーム・カットボール）とチェンジアップ、スライダーやジャイロスライダーなどの球種を操る。
3年時のスカウト評価はA（限りなくSに近い）。62校からスカウトを受け、翔西大学付属翔西高校への進学が決まった。
間瀬 和夫（マセ カズオ）
静光第二中学校3年生。中堅手、右投左打。
濃い顔立ちと刈り上げた七三分けが特徴。大のナルシストだが、達観した面もある。実家が裕福。高い身体能力を活かしたプレースタイルが持ち味。
3年時、興静学園への進学が濃厚となった。

#### 文吾の上級生
吉見 雅樹（ヨシミ マサキ）
静央の元エース。桜ノ宮中学校3年生→翔西大学付属翔西高校2年生。投手、右投右打。
糸目とホクロが特徴。周囲から「監視者」と称される非常に優れた観察眼を持つ。元々はオーバースローの速球派だったが、上本牧に打ち崩されてイップスとなった後、技巧派に転向して復活する。駆け引きに滅法強く、相手の虚を突くプレーを好む。
ノビのある速球に加え、縦横のスライダーとSFFを武器にしており、静央シニア全国ベスト4の原動力となった。
鮎川 智（アユカワ サトシ）
静央の元主砲。静南中学校3年生→興静学園2年生。捕手、右投右打。実は将棋部と掛け持ちしている。
坊主頭と長身が特徴。超高校級のスラッガーだが、ストレート狙いのため2ストライクまでは変化球を見逃すスタイル。気持ちが昂ると、服を脱ぐ癖がある。
スカウト評価はBランク。
水嶋 廣人（ミズシマ ヒロト）
静央の元リードオフマン。中学3年生→横浜第一高校2年生。三塁手、右投左打。
三白眼が特徴。バットコントロールに優れた巧打者。底意地の悪い性格だか、達観的かつ的を射たセリフも多い。
当初は入団したばかりの文吾を嫌がらせをしたり、智とたびたび口論に発展するなど、激情な面がやたら強調された。
学業が大の苦手。6人兄妹の長男であり、苦しい家庭事情から高校進学は、特待生枠を狙っている。その後は横浜第一高校に進学。2年目でレギュラー争いをしている。
野球偏差値は55。
柿谷 結弦（カキタニ ユズル）
静央の元キャプテン。中学3年生→青森真田高校2年生。中堅手、右投左打。
逆立った金髪と関西弁が特徴。ただならぬ雰囲気を漂わせた凶人だが、選手としては超一流。卓越した身体能力を誇り、攻走守で常人離れした動きを見せる。
物語当初、諸事情により謹慎処分を受けていた。
豊田（トヨタ）
静央を全国ベスト4に導いた投手であり、吉見の指導役。チュッパチャプスが好物。
吉見の回想シーンに登場。女好きで砕けた性格だが、後輩思いな面もある。

#### 文吾の下級生
小谷野 兼（コヤノ ケン）
静北中学校1年生。三塁手・投手、右投左打。逆立った髪が特徴。何事にも真っ直ぐ進むタイプ。三塁手のスタメン起用されるなど、今後の活躍が期待される。リトルで全国出場の経験があり、尾野とバッテリーを組んでいた。
米村 高穂（ヨネムラ タカホ）
静光中学校1年生。捕手・一塁手、右投右打。糸目と天然パーマが特徴。自己主張が弱く、控えめな性格。3人兄弟の次男。
尾野 博明 (オノ ヒロアキ)
中学1年生。捕手・左翼手、右投右打。目元が隠れる長髪が特徴。野田と同じく、U-12日本代表候補に選ばれたほどの逸材。
石神 賢吾（イシガミ ケンゴ）
中学2年生。投手、右投右打。大きな耳が特徴。文吾、瑛太に次ぐ3番手として活躍する。

#### 首脳陣
野田 昭雄（ノダ アキオ）
幸雄の父。静央シニアの監督であり、全国レベルの強豪に導く名将。本業は園芸農家。バツイチ。
禿げ上がった頭髪が特徴。面白いことを最優先する砕けた性格。優れた洞察眼を有しており、息子と同じく初見で文吾のポテンシャルを見抜いた。野球に没頭するあまり妻と離婚した過去を持ち、仕事そっちのけで息子を育成している。
実はかつてNPBを目指していた社会人野球の元投手。本業を活かしたコネクションがあり、グラウンド確保などに務めている。

### 上本牧シニア
神奈川県の名門チーム。
立花 由喜（タチバナ ヨシキ）
中学3年生→東光学園2年生。三塁手、右投右打。
かつて吉見をメッタうちにした上本牧の4番打者。怖い表情から“人殺し”の異名を持つ。自覚はなかったらしく、聞いたあとにそんなに怖いのかと鏡を見ていた。極度の蓄膿症であり、さらに近眼でコンタクトレンズを着用。東光では2年で7番を打つ。
下川 毅（シモカワ ツヨシ）
中学2年生→翔西大学付属翔西高校1年生。投手・中堅手、右投右打。身長183センチメートル（初登場時）。
有望株として注目される選手。長身から投げ下ろされる直球とカーブで三振を量産する。
諸星 要（モロボシ カナメ）
中学1年生→中学3年生。遊撃手、右投左打。
鉄壁の守備が持ち味で、U-12にも選出された野田のライバル。出塁率の高いリードオフマン。腹黒で笑い方は顔に手を当てて「キシシ」と笑う。
砂川 慎太郎（スナカワ シンタロウ）
中学1年生→中学3年生。二塁手、右投左打。
八重歯と三白眼が特徴。俊足を生かした魅せる守備で、チームを盛り上げる。マコトにつきまとい、うっとおしがられている。

### 富士ヶ丘シニア
かつては弱小だったが近年、静岡県内でめきめき頭角を現している強豪チーム。
河村 幸一（カワムラ コウイチ）
名の知れた逸材選手。中学3年生。遊撃手、右投左打。
大柄な体躯と間延びした喋り方が特徴。大食漢でいつもホットスナックを口にしている。呑気でマイペースな性格だが、同時に優れた観察眼を有する。元々はバスケ部と軟式野球の掛け持ちだったが、頑張ってもベスト8の成績だったため、頑張らなくてもいい野球一本に絞った。
ビジュアルに似合わず駆け引きが得意。
西浦 珠希（ニシウラ タマキ）
兵庫県から転校してきた女生徒。桜ノ宮中学校3年5組。投手・三塁手、右投右打。
ポニーテールに泣きボクロの美人だが、Aカップの貧乳が悩み。気さくな性格で人当たりがよいものの、野球に関してはドライな面もある。
かつては兵庫北シニアのエースで主砲だった。
碓井 和隆 (ウスイ カズタカ)
孤高のエース。中学3年生。
極度の負けず嫌い。河村と西浦のことは嫌ってはいるものの静央と対を為せるようになったことには嬉しく思っている。
皆浦 純一（ミウラ ジュンイチ）
中学3年生。捕手。

### U-15日本代表

#### 投手陣
家長 太陽（イエナガ タイヨウ）
流山シニア。両投げ右打ち。
非常に珍しいスイッチピッチャー。
伊佐治 崇人（イサジ タカト）
北九州シニア。右投げ右打ち。身長164cm。
筑南高校への進学が決定している。

#### 野手陣
野田 幸雄（ノダ ユキオ）
詳細は「静央シニア」を参照。
河村 幸一（カワムラ コウイチ）
詳細は「富士ヶ丘シニア」を参照。
伴野 樹理（バンノ ジュリ）
知多翔洋シニア。捕手、右投げ右打ち。
長身と逆立ったヘアスタイルが特徴。名古屋弁を用いる。
杉浦 真生（スギウラ マオ）
宮松シニア。二塁手、右投げ左打ち。
毛先の跳ねた短髪と鋭い目つきが特徴。学業不振。

### 各高校
荒深 大輔（アラフカ ダイスケ）
横浜第一高校のスカウト。関西出身。
初めて文吾を見たスカウトで、文吾にシニアリーグの厳しさを教えた1人。大の甘党。その後も文吾の成長を見ており、獲得を狙っている。
西内 宗介（ニシウチ ソウスケ）
翔西大学付属翔西高校の野球部部長。
前澤 耕作（マエザワ コウサク）
筑南学園のスカウト。
渡部 学（ワタベ ガク）
大府第一高校のスカウト。
青木 竜人（アオキ リュウジン）
桜花高校の監督。
梅ヶ谷 茂（ウメガタニ シゲル）
東光学園の監督。通称「高校球界のドン」。
近藤 静（コンドウ シズカ）
東光学園の野球部部長。実は静央OBの豊田の父親。
重田 明伸（シゲタ アキノブ）
東光学園のスカウト。
成田 尊教（ナリタ タカノリ）
L.Aファルコンズ日本担当スカウト。

### 親族
石浜 かをり（イシハマ カヲリ）
文吾の姉。桜ノ宮中学校3年生→高校2年生。
弟想いな優しい性格。亡き母に代わり、文吾の面倒を見てきた苦労人。一方、野球に関しては素人であり、しばしば四苦八苦する。
静央シニアのメンバーが舞い上がるほどの美少女で、野田に惚れられている。
石浜 雅則（イシハマ マサノリ）
文吾・かをりの父。眼鏡をかけた中年サラリーマン。42→45歳
息子に壁当てを教えた張本人であるが、文化系ゆえに野球にあまり詳しくなく、左利きの文吾に誤って右利き用のグローブを買い与えた。
幸雄の母
明雄とは数年前に離婚しており、息子とも連絡を取っていない模様。
神谷 守（カミヤ マモル）
真琴の兄。投手、右投げ右打ち。故人、没12歳。
かつては静央リトルのエースで4番を務め、将来を期待されていた有望選手。本編開始の約5年前、不慮の交通事故により他界する。
鮎川の祖母
息子夫婦が亡くなった後、智・瑛太を引き取った。以前から少しずつ認知症が進んでいる。

### その他
風間 (カザマ)
スポーツ用具店「KAZAMA SPORTS」の店主。喫煙者。
水嶋の顔見知り。元高校球児であり、かつてはプロを目指していた。
落合 由伸（オチアイ ヨシノブ）
牧田シニアの監督。
チームの会費を私的利用したり、保護者の母親たちと不倫関係を持つなど、あるまじき行為を繰り返している。選手たちからは終始見下され、父兄からの信頼も皆無という惨憺たる扱い。
エリカ
瑛太が一時交際した女生徒。静南中学校3年生。
金髪ロングにそばかす顔が特徴。お世辞にも美人と言えないが、思い込みの激しい打算的な性格。ぶりっ子で尻軽な面もある。
玄崎 千秋（ゲンザキ チアキ）
スポーツ雑誌「週刊BALL GAME」の記者。
マイケル・ウィリアムソン
U-15アメリカ合衆国代表。投手、右投げ左打ち。15歳。身長190cm以上。イリノイ州出身。養護施設で育った孤児。
全米トップクラスと目される超有望株。金髪碧眼でフランクな長身の白人。投打に抜きん出た二刀流選手。打者としては桁外れのパワーを有し、投手としては最速97mph（約156km/h）の剛速球と2種類のチェンジアップを操る。
当初は粗削りで未完成な面が目立ったものの、野田のレクチャーで短期間のうちに凄まじい成長を遂げ、日本代表の壁として立ちはだかった。

## 用語
爆発的成長（エクスプロウシブ・グロウス）
本作のキーワード。選手たちが凄まじい速度でスキルアップする際の比喩表現。命名者は野田明雄。
登場キャラクターからは「覚醒状態」、「ゾーン」という別称で呼ばれている。

### 登場高校
横浜第一高校
神奈川県の名門だが、他校よりも若干ランクが劣る。スカウトよりも育成に力を入れている。
モデルは横浜高等学校。
翔西大学付属翔西高校
神奈川県および高校球界のブランド的存在。夏は20回出場。夏2回、春1回の優勝経験がある。
モデルは東海大学付属相模高等学校。
桜花高校
東京都の新興勢力。練習は量より質を重視するため練習時間は短い。
モデルは桜美林高等学校。
大府第一高校
愛知県の古豪。甲子園の最多優勝という実績を誇る。
モデルは中京大学附属中京高等学校。
東光学園
大阪府の超名門校。ここ10年で6回の優勝をしており、甲子園優勝に最も近い高校。
モデルは大阪桐蔭高等学校。
筑南学園
福岡県の古豪。
モデルは福岡県立東筑高等学校。
青森真田高校
青森県の強豪。他校ほど知名度はないが強豪校。選手の柄が悪い。
モデルは青森山田高等学校。

## 書誌情報
- 二宮裕次 『BUNGO -ブンゴ-』 集英社〈ヤングジャンプ・コミックス〉、全41巻
  1. 2015年7月22日発行（7月17日発売[集 1]）、ISBN 978-4-08-890189-3
  2. 2015年8月24日発行（8月19日発売[集 2]）、ISBN 978-4-08-890190-9
  3. 2015年10月24日発行（10月19日発売[集 3]）、ISBN 978-4-08-890306-4
  4. 2016年2月24日発行（2月19日発売[集 4]）、ISBN 978-4-08-890359-0
  5. 2016年5月24日発行（5月19日発売[集 5]）、ISBN 978-4-08-890412-2
  6. 2016年8月24日発行（8月19日発売[集 6]）、ISBN 978-4-08-890541-9
  7. 2016年12月24日発行（12月19日発売[集 7]）、ISBN 978-4-08-890542-6
  8. 2016年12月24日発行（12月19日発売[集 8]）、ISBN 978-4-08-890585-3
  9. 2017年3月22日発行（3月17日発売[集 9]）、ISBN 978-4-08-890642-3
  10. 2017年6月24日発行（6月19日発売[集 10]）、ISBN 978-4-08-890684-3
  11. 2017年9月24日発行（9月19日発売[集 11]）、ISBN 978-4-08-890741-3
  12. 2017年12月24日発行（12月19日発売[集 12]）、ISBN 978-4-08-890822-9
  13. 2018年3月24日発行（3月19日発売[集 13]）、ISBN 978-4-08-890878-6
  14. 2018年6月24日発行（6月19日発売[集 14]）、ISBN 978-4-08-891047-5
  15. 2018年9月24日発行（9月19日発売[集 15]）、ISBN 978-4-08-891097-0
  16. 2018年12月24日発行（12月19日発売[集 16]）、ISBN 978-4-08-891172-4
  17. 2019年3月24日発行（3月19日発売[集 17]）、ISBN 978-4-08-891227-1
  18. 2019年6月24日発行（6月19日発売[集 18]）、ISBN 978-4-08-891316-2
  19. 2019年8月24日発行（8月19日発売[集 19]）、ISBN 978-4-08-891345-2
  20. 2019年11月24日発行（11月19日発売[集 20]）、ISBN 978-4-08-891432-9
  21. 2020年2月24日発行（2月19日発売[集 21]）、ISBN 978-4-08-891478-7
  22. 2020年3月24日発行（3月19日発売[集 22]）、ISBN 978-4-08-891541-8
  23. 2020年6月24日発行（6月19日発売[集 23]）、ISBN 978-4-08-891583-8
  24. 2020年9月23日発行（9月18日発売[集 24]）、ISBN 978-4-08-891644-6
  25. 2020年12月23日発行（12月18日発売[集 25]）、ISBN 978-4-08-891734-4
  26. 2021年3月23日発行（3月18日発売[集 26]）、ISBN 978-4-08-891815-0
  27. 2021年6月23日発行（6月18日発売[集 27]）、ISBN 978-4-08-892026-9
  28. 2021年8月23日発行（8月18日発売[集 28]）、ISBN 978-4-08-892049-8
  29. 2021年11月24日発行（11月19日発売[集 29]）、ISBN 978-4-08-892134-1
  30. 2022年3月23日発行（3月18日発売[集 30]）、ISBN 978-4-08-892212-6
  31. 2022年6月22日発行（6月17日発売[集 31]）、ISBN 978-4-08-892295-9
  32. 2022年8月24日発行（8月19日発売[集 32]）、ISBN 978-4-08-892457-1
  33. 2022年11月22日発行（11月17日発売[集 33]）、ISBN 978-4-08-892492-2
  34. 2023年3月22日発行（3月17日発売[集 34]）、ISBN 978-4-08-892626-1
  35. 2023年6月24日発行（6月19日発売[集 35]）、ISBN 978-4-08-892687-2
  36. 2023年8月23日発行（8月18日発売[集 36]）、ISBN 978-4-08-892788-6
  37. 2023年12月24日発行（12月19日発売[集 37]）、ISBN 978-4-08-893042-8
  38. 2024年3月23日発行（3月18日発売[集 38]）、ISBN 978-4-08-893167-8
  39. 2024年8月24日発行（8月19日発売[集 39]）、ISBN 978-4-08-893354-2
  40. 2024年12月23日発行（12月18日発売[集 40]）、ISBN 978-4-08-893475-4
  41. 2025年4月22日発行（4月17日発売[集 41]）、ISBN 978-4-08-893615-4